# Carlos Schneeberger
Carlos Oscar Schnëeberger Lemp (Lautaro, 1902. június 21. – Temuco, 1973. október 1.), chilei válogatott labdarúgó.
A chilei válogatott tagjaként részt vett az 1928. évi nyári olimpiai játékokon és az 1930-as világbajnokságon .

## Külső hivatkozások
- Carlos Schneeberger a FIFA.com honlapján Archiválva 2015. február 6-i dátummal a Wayback Machine-ben